# لله لو
لله‌ لو هي قرية في مقاطعة ميانة، إيران. عدد سكان هذه القرية هو 520 في سنة 2006.